# Československý hudební slovník osob a institucí
Československý hudební slovník osob a institucí je nejrozsáhlejší slovník českých a slovenských hudebníků a hudebních institucí. 
Vyšel ve dvou dílech v letech 1963 a 1965 ve Státním hudebním vydavatelství v Praze. Excerpce časopisů a dotazníková akce byly ukončeny koncem roku 1958. V průběhu práce na slovníku byla hesla doplňována až do roku 1963. K druhému dílu byly tak připojeny Doplňky, dodatky a opravy, které se týkaly zejména prvního dílu.
Díl I. A–L (853 stran) obsahuje hesla Abbate Carlo až Lžičař Josef.
Díl II. M–Ž (1080 stran) obsahuje hesla Macák Alois až Žváček Antonín a připojené Doplňky, dodatky a opravy hesla Abrahámová Margita až Žídek Ivo dopl.

## Editoři
- Gracian Černušák (po jeho smrti Antonín Hořejš)
- Bohumír Štědroň
- Zdenko Nováček (redaktor slovenských hesel)